# Rivaldo Coetzee
Rivaldo Coetzee (Kakamas, 1996. október 16. –) dél-afrikai válogatott labdarúgó, az Ajax Cape Town hátvédje. Mikor bemutatkozott a nemzeti csapatban, ő lett minden idők legfiatalabb játékosa, aki képviselte az országot.